# Thermisches Neutron
Als Thermische Neutronen werden – nicht ganz einheitlich – freie Neutronen bezeichnet, deren kinetische Energie weniger als beispielsweise 100 meV (Milli-Elektronenvolt) beträgt. In der Klassifizierung der Neutronen liegen sie zwischen den kalten und den epithermischen Neutronen.
Die Bezeichnung als thermische Neutronen leitet sich aus ihrer Entstehung ab. Thermische Neutronen entstehen aus Neutronen höherer kinetischer Energie, indem diese mehrfach mit Atomkernen eines Streumediums elastisch zusammenstoßen. Man spricht auch von einer Thermalisierung. Ihre Energieverteilung nähert sich dadurch der für die Temperatur des Streumediums charakteristischen Maxwell-Boltzmann-Verteilung an, so dass der Anteil langsamer Neutronen steigt. In vielen Fällen, z. B. in Kernreaktoren oder Abschirmungen, wird diese Abbremsung gezielt mittels eines Moderator-Mediums herbeigeführt. Aber auch in anderen materiellen Umgebungen mit freien Neutronen zeigt deren Energiespektrum fast immer einen größeren oder kleineren Anteil thermischer Neutronen.
Die mittlere kinetische Energie ist über das Äquipartitionstheorem mit der Temperatur eines Systems verknüpft. Es gilt für Neutronen {\displaystyle \langle E\rangle ={\tfrac {3}{2}}k_{\mathrm {B} }T} mit der Boltzmann-Konstanten {\displaystyle k_{\mathrm {B} }} und der absoluten Temperatur {\displaystyle T}. Obwohl die Größe „Temperatur“ nur für Vielteilchensysteme definiert ist, wird im Fachjargon davon gesprochen, dass die einzelnen Neutronen bei einer bestimmten mittleren Energie {\displaystyle \langle E\rangle } eine Temperatur besitzen. Meist wird die Temperatur einfach direkt in dieser Form als Energie angegeben.
Die erwähnte „Obergrenze“ von 100 meV entspricht somit (ohne den Faktor 3/2) der Temperatur 1160 K (887 °C).
Bei Raumtemperatur wird als nominelle Energie gewöhnlich {\displaystyle E=k_{\mathrm {B} }T\approx 0{,}025\,\mathrm {eV} } veranschlagt; genauer beträgt die mittlere kinetische Energie
{\displaystyle \langle E_{\rm {kin}}\rangle ={\frac {3}{2}}k_{\mathrm {B} }T\approx 0{,}039\,\mathrm {eV} }

## Kerntechnische Relevanz
In grober Vereinfachung kann gesagt werden, dass die Wahrscheinlichkeit, dass ein Neutron mit einem Atomkern interagiert steigt, wenn seine Geschwindigkeit sinkt (allerdings sind die realen Graphen der Wirkungsquerschnitte in Abhängigkeit von der Neutronengeschwindigkeit deutlich „zackiger“ als diese Vereinfachung – siehe zum Beispiel die JANIS-Datenbank der NEA für entsprechende Werte). Schon bei den Versuchen mit Neutronen zwischen deren Entdeckung durch James Chadwick 1932 und der – aus diesen Versuchen letztlich resultierenden – Entdeckung der Kernspaltung 1938/39 war bekannt, dass die Wirkung der Neutronen zunahm, wenn sich zwischen Neutronenquelle und Target zum Beispiel ein Paraffinblock befand.
In den meisten Fällen kann ein Neutron von einem Kern nur „abprallen“ oder von ihm eingefangen werden. Bei einigen Actinoid-Isotopen kann es jedoch auch zur Kernspaltung kommen, wenn ein Neutron auf den Kern trifft. Dies trifft insbesondere auf Uran- und Plutoniumisotope ungerader Massenzahl zu. Das Einzige dieser Isotope, welches in nennenswertem Umfang in der Natur vorkommt, ist 235U. Andere spaltbare Isotope wie 233U oder 239Pu können durch Neutroneneinfang und anschließende Beta-Zerfälle „erbrütet“ werden.
Werden die Neutronen also hinreichend abgebremst, steigt die Wahrscheinlichkeit, dass es zur Kernspaltung kommt. Allerdings steigt gleichzeitig auch die Wahrscheinlichkeit, dass es zum – zumeist ungewollten – Neutroneneinfang ohne Kernspaltung kommt. Darüber hinaus werden auch einige Neutronen im Moderator eingefangen. Da natürliches Uran auf Erden in geologisch rezenter Zeit nur ~0,72 % 235U enthält, ist mit normalen Wasser keine sich selbst aufrecht erhaltende Kettenreaktion möglich; Kritikalität wird nicht erreicht. Dies liegt daran, dass zu viele Neutronen von 238U und dem Protium im Wasser abgefangen werden, bevor sie auf einen 235U-Kern treffen können. Anders sieht es bei Graphit, Beryllium oder schwerem Wasser aus – da diese Moderatoren weniger Neutronen einfangen, stehen mehr von ihnen für die Kernspaltung zur Verfügung und ein Natururanreaktor ist möglich. Ändert man durch Urananreicherung den Gehalt an 235U, steigt die Wahrscheinlichkeit, dass ein Neutron auf 235U trifft, bevor es von anderen Kernen eingefangen wurde.
Den völlig gegenteiligen Ansatz verfolgen Reaktoren mit schnellem Neutronenspektrum. Durch völligen Ausschluss moderierender Materialien wie Wasser (gängige Kühlmittel sind stattdessen zum Beispiel NaK oder Blei-Bismut), werden die Neutronen so wenig wie irgend möglich abgebremst. Zwar sinkt dadurch die insgesamte Wahrscheinlichkeit, der Interaktion der Neutronen mit den Atomkernen, aber die relative Wahrscheinlichkeit, dass wenn eine Interaktion zwischen Actinoid-Kern und Neutron stattfindet, diese die Kernspaltung ist, steigt. Um hierbei Kritikalität zu erlangen, sind allerdings Brennstoffe mit höheren Gehalten an z. B. 235U oder 239Pu notwendig als bei Verwendung thermischer Neutronen.

## Verwendung
Thermische Neutronen spielen eine wichtige Rolle in den meisten Kernreaktoren. Allerdings liegt dort (zumindest in Leistungsreaktoren) wegen der Arbeitstemperatur ihre Energie merklich über den oben genannten 0,025 eV.
Weiterhin werden sie bei der Neutronenstreuung als ein wichtiges Werkzeug der Strukturforschung an Materialien verwendet.
Auch zur Abschirmung von Neutronenstrahlung, d. h. zur Verringerung der Strahlenintensität, werden die Neutronen zunächst durch einen Moderator thermalisiert, um dann von einem Material mit großem Absorptions-Wirkungsquerschnitt für thermische Neutronen, beispielsweise Bor oder Cadmium, absorbiert zu werden.